# Зеленортска Острва на Светском првенству у атлетици на отвореном 2013.
Зеленортска Острва су учествовала на Светском првенству у атлетици на отвореном 2013. одржаном у Москви од 10. до 18. августа десети пут. Репрезентацију Зеленортских Острва представљао је један такмичар који се такмичио у трци на 100 метара.
На овом првенству Зеленортска Острва нису освојила ниједну медаљу. Постигнут је нови национални рекорд.

## Учесници
Мушкарци:
Денијелсен Мартин — 100 м

## Резултати

### Мушкарци
| Атлетичар         | Дисциплина | Лични рекорд | Предтакмичење | Предтакмичење | Квалификације        | Квалификације        | Полуфинале           | Полуфинале           | Финале               | Финале  | Детаљи                                       |
| Атлетичар         | Дисциплина | Лични рекорд | Резултат      | Место         | Резултат             | Место                | Резултат             | Место                | Резултат             | Место   | Детаљи                                       |
| ----------------- | ---------- | ------------ | ------------- | ------------- | -------------------- | -------------------- | -------------------- | -------------------- | -------------------- | ------- | -------------------------------------------- |
| Денијелсен Мартин | 100 м      |              | 10,92 НР      | 6 гр 4        | Није се квалификовао | Није се квалификовао | Није се квалификовао | Није се квалификовао | Није се квалификовао | 60 / 75 | Архивирано на веб-сајту (30. септембар 2013) |